# Josep Bayó i Font
Josep Bayó i Font (Barcelona, 1878 -  octubre de 1970) va ser un contractista conegut principalment per la seva col·laboració amb Antoni Gaudí en diverses obres seves incloent la Casa Milà.
Va treballar per primera vegada per a Gaudí en el Primer Misteri de Glòria del Rosari Monumental de Montserrat (1903-1916), més tard l'arquitecte li va encarregar la direcció d'obres de diversos projectes seus com la Casa Batlló (1904-1906) i la Casa Milà (1906-1910), on també hi treballà el seu germà, l'arquitecte Jaume Bayó i Font.
Josep Bayó va llirar les eines i la maquinària emprada a Juan Sardà Forest qui, al seu torn les va lliurar a la Reial Càtedra Gaudí i actualment es poden veure en el jardí dels pavellons Güell de l'avinguda de Pedralbes, en l'espai reservat a la Ruta del Modernisme.
També va col·laborar amb altres arquitectes, com Lluís Domènech i Montaner (Pavelló de Sant Miquel de l'Hospital de la Santa Creu i Sant Pau), Joan Rubió (Sanatori del Tibidabo) i Bernardí Martorell (Convent de Santa Maria de Valldonzella). També treballà en el Monument al Doctor Robert, de Josep Llimona.